# Lo chiameremo Andrea
Lo chiameremo Andrea is een Italiaanse filmkomedie uit 1972 onder regie van Vittorio De Sica.

## Verhaal
Een onderwijzeres slaagt er niet in om zwanger te worden. Terwijl haar echtgenoot niet onder ogen wil zien dat hij misschien steriel is, raakt ze schijnzwanger. Desondanks geven ze de moed niet op.

## Rolverdeling
| Acteur                | Personage              |
| --------------------- | ---------------------- |
| Nino Manfredi         | Paolo Antonazzi        |
| Mariangela Melato     | Maria Antonazzi        |
| Anna Maria Aragona    | Lerares                |
| Giulio Baraghini      | Mariani                |
| Maria-Pia Casilio     | Bruna Parini           |
| Guido Cerniglia       | Arturo Soriani         |
| Violetta Chiarini     | Lerares                |
| Solveyg D'Assunta     | Moeder van Nino        |
| Antonino Faà Di Bruno | Schoolmeester          |
| Donato Di Sepio       | Carlo Alberto Spadacci |
| Luigi Antonio Guerra  | Conciërge              |
| Alessandro Iacarella  | Schooljongen           |
| Isa Miranda           | Lerares                |
| Enzo Monteduro        | Leraar                 |